# Sajóvelezd
Sajóvelezd là một thị trấn thuộc hạt Borsod-Abaúj-Zemplén, Hungary. Thị trấn này có diện tích 23,02 km², dân số năm 2010 là 817 người, mật độ 35 người/km².